# Polylepis tomentella
Polylepis tomentella är en rosväxtart. Polylepis tomentella ingår i släktet Polylepis och familjen rosväxter.

## Underarter
Arten delas in i följande underarter:
- P. t. dentatialata
- P. t. incanoides
- P. t. nana
- P. t. tomentella